# Яссін Бенраху
Яссін Отман Бенраху (фр. Yassine Otmane Benrahou, нар. 24 січня 1999, Ле-Блан-Меніль, Франція) — марокканський футболіст, півзахисник хорватського «Хайдука».
На правах оренди грає у французькому клубі «Кан».

## Ігрова кар'єра

### Клубна
В серпні 2018 року Яссін Бенраху рідписав з «Бордо» перший професійний контракт. 26 квітня 2019 року у матчі проти «Ліона» футболіст дебютував у чемпіонаті Франції.
Другу половину сезону Бенраху провів в оренді в клубі «Нім». Після закінчення оренди футболіст підписав з клубом контракт на постійній основі.
В січні 2023 року Бенраху приєднався до хорватського «Хайдука», з яким підписав контракт до літа 2026 року. В першому ж сезоні в складі команди Яссін став переможцем національного Кубку Хорватії. Та в січні 2025 року футболіст повернувся до Франції, де на правах оренди до кінця сезону приєднався до клубу другого дивізіону «Кан».

### Збірна
У 2014 році Яссін Бенраху почав виступи в юнацьких збірних Франції. Та в 2018 році він приєднався до молодіжної збірної Марокко.

## Титули
Хайдук
 Переможець Кубка Хорватії: 2022/23